# A Rose Is Still a Rose
A Rose Is Still a Rose é trigésimo sexto álbum de estúdio da cantora estadunidense Aretha Franklin. Lançado em março de 1998, o álbum tornou-se o mais aclamado da carreira de Franklin e o mais vendido da década de 1990. Também foi o primeiro álbum a render-lhe uma certificação de ouro em doze anos, além de receber duas indicações ao Grammy (nas categorias Melhor Álbum R&B e Melhor Canção R&B).

## Antecedentes
Em 1997, Aretha Franklin já não lançava um álbum de estúdio em mais de seis anos, após o lançamento de What You See Is What You Sweat, em 1991. Franklin permaneceu em atividade com trilhas sonoras, como as de Malcolm X, Sister Act 2: Back in the Habit e Waiting to Exhale. Neste hiato, Franklin também lançou seu primeiro álbum de grandes êxitos, em 1994, que incluiu dois novos singles produzidos por Babyface. 
Durante este período, rumores sugeriam que Franklin estaria trabalhando com produtores mais novos na tentativa de alcançar o público mais jovem, que então passava a consumir artistas de neo soul e o hip hop (como Mariah Carey, Mary J. Blige, e The Fugees). As notícias de que o novo álbum de Franklin seria produzido por Sean "Puffy" Combs, Jermaine Dupri e Lauryn Hill foram recebidas com críticas mistas por fãs e especialistas; alguns acreditavam que o álbum seria uma tentativa de modernizar o clássico estilo soul de Franklin. O último álbum de sucesso comercial da artista havia sido Aretha, de 1986.

## Faixas
| N.º            | Título                   | Compositor(es)                                                                                | Duração |  |
| 1.             | "A Rose Is Still a Rose" | Lauryn Hill                                                                                   | 4:27    |  |
| 2.             | "Never Leave You Again"  | Sean "Puffy" Combs, Kelly Price, Corey Rooney                                                 | 4:36    |  |
| 3.             | "In Case You Forgot"     | Bill Dickens, Tim Gant, Michael Gray                                                          | 4:49    |  |
| 4.             | "Here We Go Again"       | Troy Lee Broussard, Jermaine Dupri, Wayne Garfield, Trey Lorenz, Mauro Malavasi, David Romani | 3:30    |  |
| 5.             | "Every Lil' Bit Hurts"   | Stephanie Cooke, Jermaine Dupri, Manuel Seal, Jr.                                             | 4:07    |  |
| 6.             | "In the Morning"         | Daryl Simmons                                                                                 | 4:56    |  |
| 7.             | "I'll Dip"               | Dallas Austin                                                                                 | 4:06    |  |
| 8.             | "How Many Times"         | Greg Charley, David Foster, John Winston                                                      | 4:21    |  |
| 9.             | "Watch My Back"          | Norman West                                                                                   | 4:45    |  |
| 10.            | "Love Pang"              | Mira Waters, Nancy Wilson                                                                     | 4:20    |  |
| 11.            | "The Woman"              | Aretha Franklin                                                                               | 7:41    |  |
| Duração total: | Duração total:           | Duração total:                                                                                | 51:38   |  |